# Epirotiki Lines
Die Epirotiki Lines war eine in Piräus ansässige Reederei, die 1850 gegründet wurde. Das anfangs nur in der Küstenschifffahrt tätige Unternehmen wuchs in den 1960er-Jahren zu einem der größten Anbieter von Kreuzfahrten in Griechenland. 1995 fusionierte Epirotiki mit der Sun Line zu Royal Olympic Cruises.

## Geschichte
Die Epirotiki Lines wurde 1850 von Anastassios Potamianos gegründet. In den ersten Jahren ihrer Existenz betrieb die Reederei kleinere Küstenschiffe zwischen den Inseln Kefalonia und Brăila. Nach dem Tod von Potamianos im Jahr 1902 übernahm sein Neffe Giorgos Potamianos das Unternehmen und baute es in den folgenden Jahren weiter aus. 1916 wurde der Hauptsitz der Epirotiki Lines von Brăila nach Piräus verlegt. Im Jahre 1926 besaß die stetig wachsende Reederei bereits fünfzehn Passagierschiffe zwischen 800 und 1.500 Registertonnen.

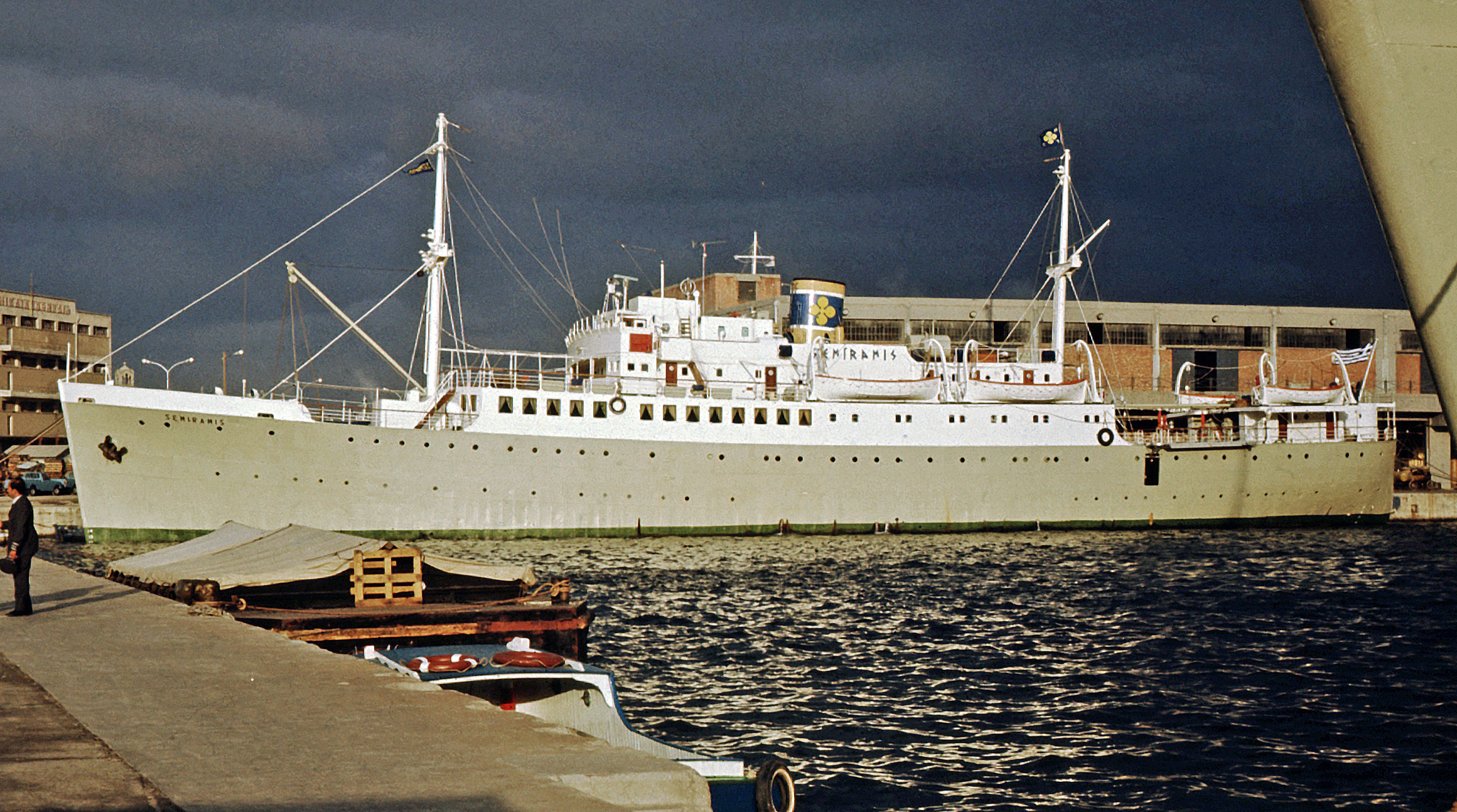
Die 1953 erworbene Semiramis

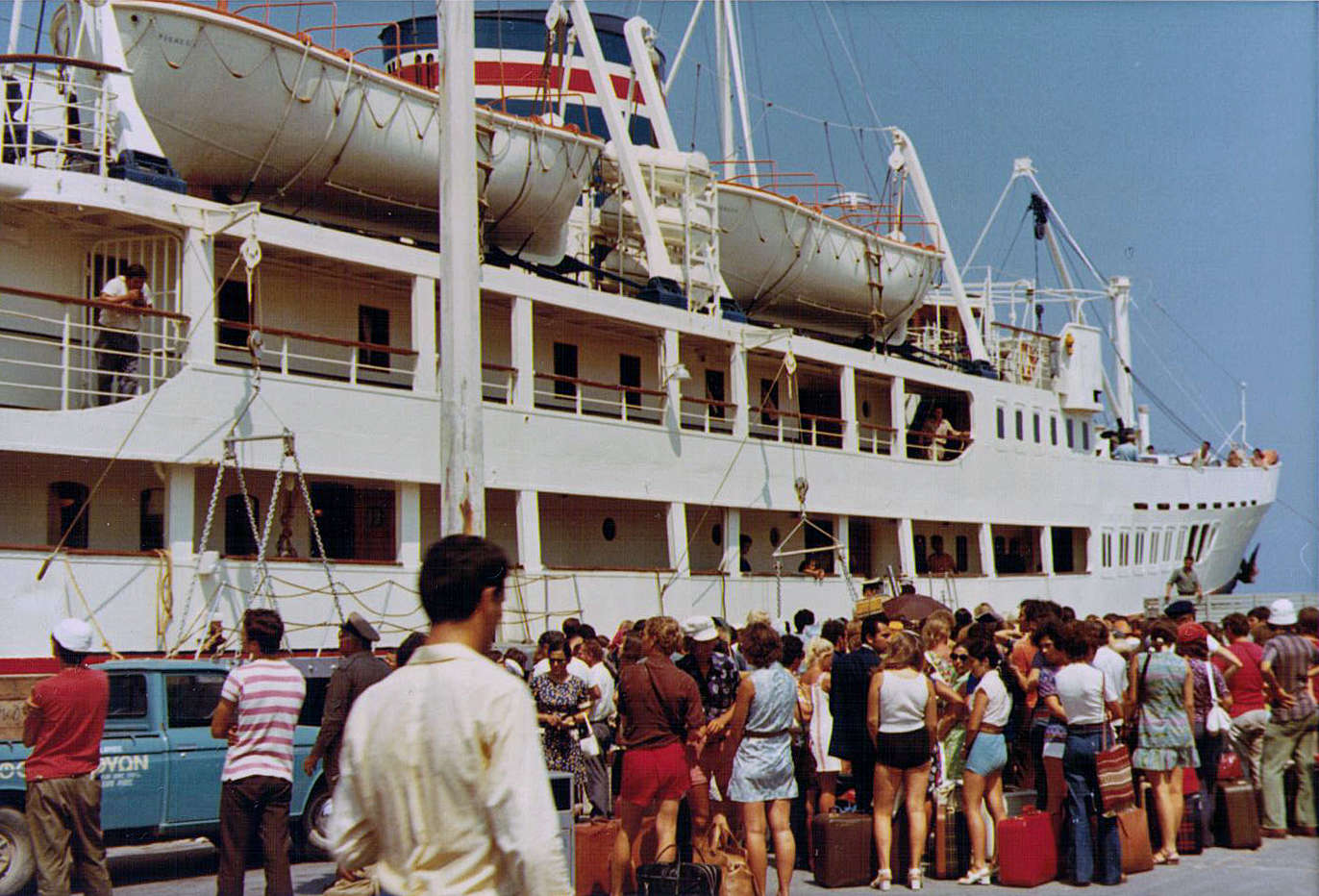
Achilleus der George Kousouniades Shipping, vorher Kolokotronis, in Rhodos August 1971

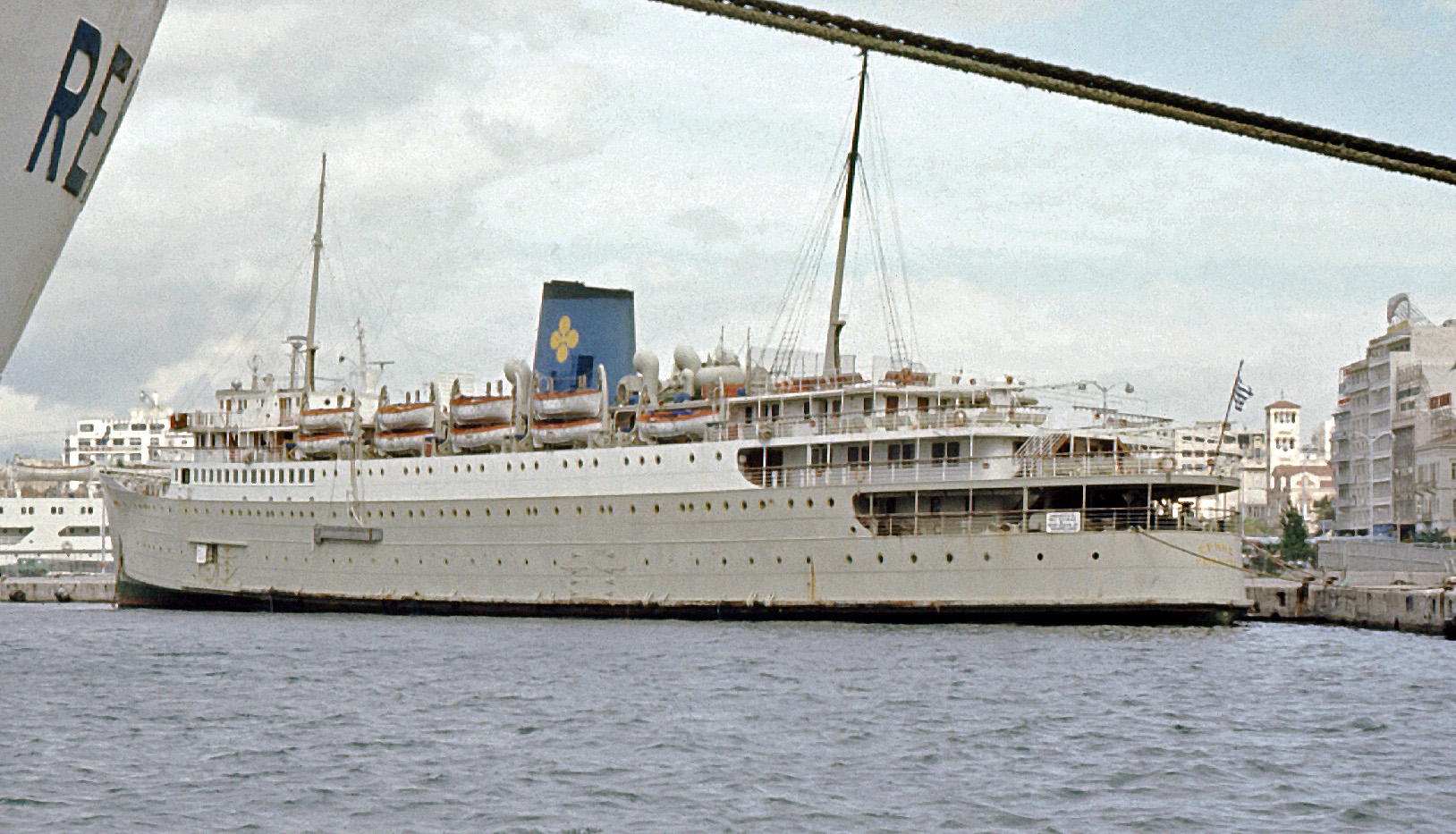
Hermes in Piraeus, 1972

Im Zweiten Weltkrieg wurde der Hafen von Piräus durch deutsche Luftangriffe zu großen Teilen zerstört, wobei nur ein Schiff von Epirotiki den Krieg überstand. Am Ende des Krieges war der größte Teil der griechischen Küstenflotte zerstört.
Als Teil der italienischen Reparation für Griechenland wurden auf italienischen Werften zwei Fracht- und vier Passagierschiffe gebaut. Die vier Passagierschiffe wurden nach Revolutionären des griechischen Unabhängigkeitskrieges benannt: Miaoulis (IMO 5233810), Kanaris (IMO 5180996), Karaiskakis (IMO 5180996), Kolokotronis (IMO 5191892). Die Kolokotronis wurde 1952 auf der Werft Cantieri Navali di Taranto erstellt.
Die ersten drei wurden an die Reederei Petros M. Nomikos Ltd in Piräus geliefert und die Kolokotronis (Zweitname: Giorgos Potamianos) an Epirotiki. Sie dienten auf verschiedenen Routen in der Ägäis und dem Adriatischen Meer. Die Kolokotronis ging 1971 an die Reederei George Kousouniades und fuhr unter dem Namen Achilleus bis zur Verschrottung 1984 in Eleusis.
Nach dem Ende des Krieges konzentrierte sich die Reederei auf Kreuzfahrten in der Ägäis. Zu diesem Zweck wurde gebrauchte Tonnage aus verschiedenen Ländern aufgekauft und modernisiert. Nach weiteren Ankäufen in den 1960ern und 1970ern wuchs Epirotiki so zur größten Kreuzfahrtreederei Griechenlands. Seit den 1980er-Jahren wurden außerdem separat zum Kreuzfahrtgeschäft mehrere Frachtschiffe und Tanker von der Reederei betrieben.
Die M/V Karaiskakis von Nomikos Lines, ein Schwesterschiff der Kolokotronis, wurde 1959 auf See gefilmt. Auf dem Video sind  Aufnahmen des Innen- und Außendecks sowie der Hafen von Piräus in den 1950er Jahren zu sehen.
Anfang der 1990er-Jahre übernahm Epirotiki drei Schiffe von Carnival Cruise Lines und Costa Crociere, nachdem die Reederei in den vorherigen Jahren drei ihrer Schiffe (die Jupiter 1988, die Pegasus 1991 und die Oceanos ebenfalls 1991) durch Unglücke verloren hatte. 1994 wurde außerdem die erst zwei Jahre zuvor angekaufte Pallas Athena durch einen Brand zerstört.
1995 fusionierte Epirotiki mit der griechischen Sun Line, um gemeinsam die neue Reederei Royal Olympic Cruises zu gründen. Einige Schiffe der Reederei wurden noch bis 1997 von Epirotiki bereedert, ehe sie ebenfalls an Royal Olympic Cruises gingen. Royal Olympic Cruises bestand danach noch weitere sieben Jahre und wurde 2004 aufgelöst.

## Kreuzfahrtschiffe
| Jahr        | Name                | Tonnage    | Bauwerft                                       | Status/Schicksal |
| ----------- | ------------------- | ---------- | ---------------------------------------------- | --- |
| 1953 (1935) | Semiramis           | 2.269 BRT  | Harland & Wolff, Belfast                       | ehemals Calabar, 1980 verschrottet |
| 1960 (1930) | Hermes              | 5.251 BRT  | Fairfield Shipbuilders, Govan                  | ehemals Princess Joan, 1974 verschrottet |
| 1960 (1930) | Pegasus             | 5.251 BRT  | Fairfield Shipbuilders, Govan                  | ehemals Princess Elizabeth, 1973 verkauft, 1976 verschrottet |
| 1964 (1929) | Argonaut            | 4.007 BRT  | Germaniawerft, Kiel                            | ehemals Orion, 1996 verkauft, 2004 verschrottet |
| 1966 (1965) | Iason               | 3.963 BRT  | Cantieri Riuniti dell’Adriatico, Monfalcone    | ehemals Eros, 1997 an Royal Olympic Cruises, 2009 verschrottet |
| 1967 (1937) | Odysseus            | 4.302 BRT  | Harland and Wolff, Belfast                     | ehemals Leinster, 1976 verkauft, 1980 verschrottet |
| 1968 (1952) | Orpheus             | 3.813 BRT  | Harland & Wolff, Belfast                       | ehemals Irish Coast, später Semiramis II, Achilleus, Apollon XI und Apollon II, 1981 verkauft, 1989 durch einen Taifun auf Grund gelaufen und anschließend abgewrackt |
| 1968 (1948) | Theseus             | 4.088 BRT  | Harland & Wolff, Belfast                       | ehemals Munster, 1969 Orpheus, 1996 an Royal Olympic Cruises, 2000 verschrottet                                                                                       |
| 1970 (1961) | Jupiter             | 6.306 BRT  | Ateliers et Chantiers de Bretagne, Nantes      | ehemals Moledet, 1988 gesunken |
| 1971 (1955) | Neptune             | 2.402 BRT  | Aalborg Værft, Aalborg                         | ehemals Meteor, 1994 aufgelegt, 2002 verschrottet |
| 1972 (1951) | Atlas               | 9.114 BRT  | Wilton-Fijenoord, Schiedam                     | ehemals Ryndam, 1988 verkauft, 2003 gesunken |
| 1976 (1953) | Oceanos             | 7.554 BRT  | Forces Et Chantiers De La Gironde, Bordeaux    | ehemals Jean Laborde, 1991 gesunken |
| 1976 (1956) | Hermes              | 2.174 BRT  | Brodosplit, Split                              | ehemals Jugoslavija, 1997 an Royal Olympic Cruises, 2011 verschrottet                                                                                                 |
| 1977 (1966) | Homeric Renaissance | 11.724 BRT | Chantiers de l’Atlantique, Saint-Nazaire       | ehemals Renaissance, 1978 World Renaissance, 1995 verkauft, 2010 verschrottet                                                                                         |
| 1984 (1975) | Pegasus             | 13.275 BRT | Dubigeon-Normandie, Nantes                     | ehemals Svea Corona, 1991 ausgebrannt, 1994 verschrottet |
| 1988 (1962) | Odysseus            | 9.639 BRT  | Soc. Espanola de Constr. Naval, Bilbao         | ehemals Princesa Isabel, 1995 an Royal Olympic Cruises, 2008 verschrottet                                                                                             |
| 1991 (1973) | Apollon             | 7.494 BRT  | K.K. Usuki Tekkosho, Saiki                     | ehemals Wakashio Maru, 1995 verkauft, 2014 verschrottet |
| 1991 (1971) | Triton              | 14.151 BRT | Rotterdamsche Droogdok Maatschappij, Rotterdam | ehemals Cunard Adventurer, 1995 an Royal Olympic Cruises, 2014 verschrottet                                                                                           |
| 1992 (1952) | Pallas Athena       | 20.469 BRT | Ateliers et Chantiers de France, Dünkirchen    | ehemals Flandre, 1994 ausgebrannt und verschrottet |
| 1993 (1961) | Olympic             | 27.284 BRT | Vickers-Armstrongs, Walker-On-Tyne             | ehemals Empress of Canada, 1994 bis 1995 Star of Texas, 1995 an Royal Olympic Cruises, 2003 verschrottet                                                              |
| 1994 (1956) | Olympic             | 25.516 BRT | Fairfield Shipbuilders, Govan                  | ehemals Empress of Britain, 1995 an Royal Olympic Cruises, 2008 verschrottet                                                                                          |
| 1994 (1966) | Homeric             | 10.417 BRT | Union Naval de Levante S.A., Valencia          | ehemals Juan March, 1995 verkauft, in Fahrt als Ocean Majesty |